# Mavis Gallant
Mavis Gallant, z d. Mavis de Trafford Young (ur. 11 sierpnia 1922 w Montrealu, zm. 18 lutego 2014 w Paryżu) – kanadyjska pisarka anglojęzyczna.

## Życiorys
Wcześnie straciła ojca. W wieku 10 lat rozpoczęła dwujęzyczną edukację we francuskiej szkole katolickiej, w której była jedyną protestantką. Gdy jej matka wyszła ponownie za mąż, wyjechała wraz z nią do USA; uczęszczała łącznie do 17 różnych amerykańskich szkół, po czym zamieszkała z powrotem w Montrealu. Później pracowała w National Film Board of Canada oraz jako reporterka dla Montreal Standard. Od 1950 mieszkała za granicą, głównie w Paryżu, gdzie zaczęła karierę pisarską. Swoje pierwsze utwory zgłaszała do pisma The New Yorker, który w 1951 opublikował jej krótkie opowiadanie Madeline’s Birthday; została wówczas stałym współpracownikiem tego pisma, które wydrukowało łącznie ponad sto jej krótkich opowiadań. Została uznana za jedną z najwybitniejszych kanadyjskich autorek małych form prozatorskich. W 1981 otrzymała nagrodę literacką generalnego gubernatora Kanady, w 1993 została odznaczona Orderem Kanady, w 2004 została laureatką Nagrody PEN/Nabokova. W swoich opowiadaniach, zamieszczanych w tomach The Other Paris (1956), The Pegnitz Junction (1973), From the Fifteenth District (1979), Home Truths (1981), Overhead in a Balloon (1985) i Across the Bridge (1993), poruszała najczęściej problemy związane z życiem emigrantów, zwłaszcza kobiet. Wiele jej opowiadań zostało opublikowanych w tomach  The Collected Stories of Mavis Gallant (1996), Paris Stories (2002), Varieties of Exile (2003; także pod tytułem Montreal Stories) i The Cost of Living: Early and Uncollected Stories (2009; także pod tytułem Going Ashore). Ponadto jest autorką powieści Green Water, Green Sky (1959) i A Fairly Good Time (1970); pisała też eseje.